# 현암도서관
현암도서관(玄岩圖書館)은 전라남도 여수시에 소재한 시립 공공 도서관이다. 여수시립도서관의 분관 중 하나이다.

## 연혁
현암도서관은 1985년 7월 9일에 개관하였고 1999년 1월 11일에 별관을 개관하였다. 2002년 10월 2일에는 디지털실을 개실하였다.
2010년 3월 11일에 관내에 한옥어린이자료실을 설치하여 개실하였다.

## 갤러리

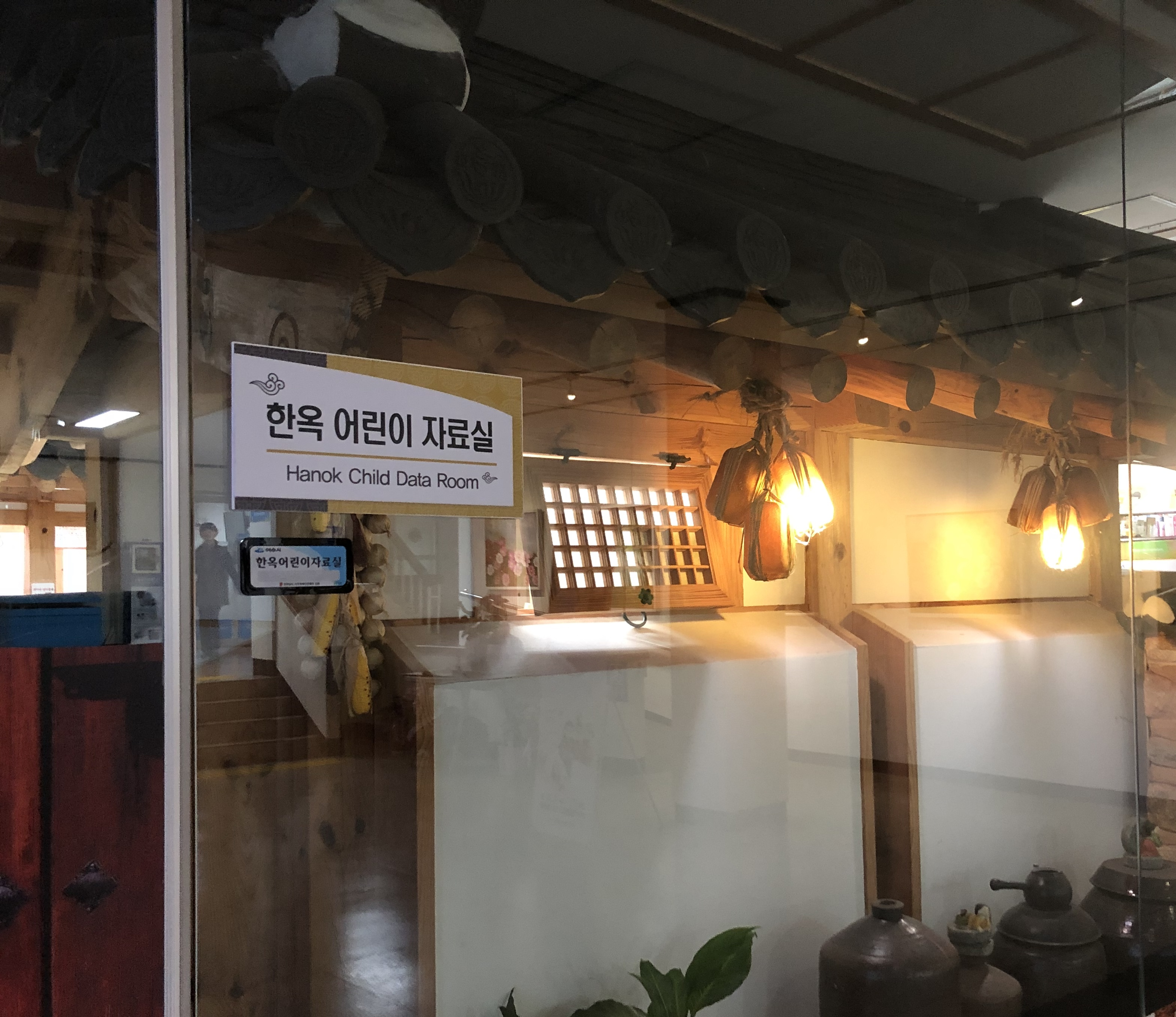
한옥 어린이 자료실
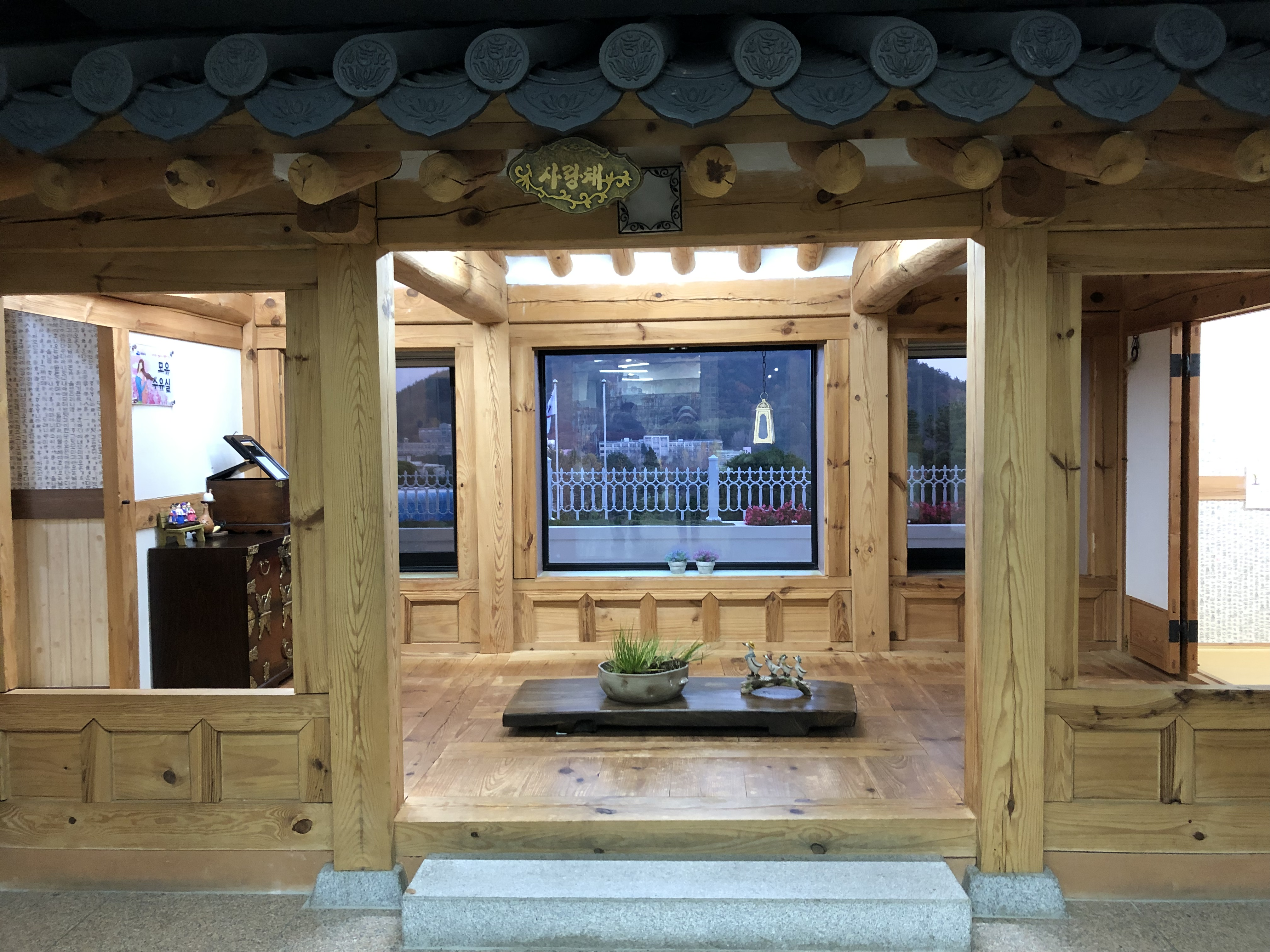
한옥 어린이 자료실

## 같이 보기
- 쌍봉도서관
- 환경도서관
- 돌산도서관
- 소라도서관
- 율촌도서관